# Premi George David Birkhoff
El Premi George David Birkhoff en matemàtiques aplicades s'atorga –conjuntament per la Societat Americana de Matemàtiques (AMS) i la Societat per Matemàtiques Aplicades i Industrials (SIAM)– en honor de George David Birkhoff (1884–1944). En l'actualitat es concedeix cada tres anys per una contribució excepcional a: "matemàtiques aplicades en el sentit més alt i més ample". El destinatari del premi ha de ser un membre d'una de les societats d'adjudicació, així com ser resident dels Estats Units d'Amèrica, Canadà o Mèxic. El premi va ser establert el 1967 i en l'actualitat (2010) ascendeix a 5.000 dòlars americans.

## Destinataris
| Setzè premi,   | 2018 | : | Bernd Sturmfels                 |
| Quinzè premi,  | 2015 | : | Emmanuel Candès                 |
| Catorzè premi, | 2012 | : | Björn Engquist                  |
| Tretzè premi,  | 2009 | : | Joel Smoller                    |
| Dotzè premi,   | 2006 | : | Cathleen Synge Morawetz         |
| Onzè premi,    | 2003 | : | John Mather i Charles S. Peskin |
| Desè premi,    | 1998 | : | Paul H. Rabinowitz              |
| Novè premi,    | 1994 | : | Ivo Babuška i S. R. S. Varadhan |
| Vuitè premi,   | 1988 | : | Elliott H. Lieb                 |
| Setè premi,    | 1983 | : | Paul R. Garabedian              |
| Sisè premi,    | 1978 | : | Clifford Truesdell              |
| Cinquè premi,  | 1978 | : | Mark Kac                        |
| Quart premi,   | 1978 | : | Garrett Birkhoff                |
| Tercer premi,  | 1973 | : | James B. Serrin                 |
| Segon premi,   | 1973 | : | Fritz John                      |
| Primer premi,  | 1968 | : | Jürgen K. Moser                 |